# Werner von Bercken
Werner Rudolf Alfred Fedor von Bercken, né le 8 février 1897 à Oppeln et mort le 29 février 1976 à Röttgen, est un Generalleutnant allemand qui a servi au sein de la Heer dans la Wehrmacht pendant la Seconde Guerre mondiale.
Il a été récipiendaire de la croix de chevalier de la croix de fer. Cette décoration est attribuée pour récompenser un acte d'une extrême bravoure sur le champ de bataille ou un commandement militaire avec succès.

## Biographie
Werner von Bercken participe à la Première Guerre mondiale avec le 7e régiment de grenadiers. Le 16 mars 1916, il est victime d'une attaque au gaz  et à l'hôpital pendant trois mois . Récupéré de ces problèmes, toujours à l'hôpital avec une balle dans la tête, il a perdu l'audition. Il a été récompensé à la fois par les croix de fer  et d'autres décorations.
Il participe à la Campagne de Pologne (1939), reçoit le ruban de la Croix de fer de 2e classe pour la bataille dans la région de Buschkow et la conquête de Crone et est transféré dans la réserve du Führer. En tant que Generalmajor, commandant la 102e division d'infanterie (Allemagne), lors de combats intenses dans la bataille de Nowogrod, le long de la rivière Narew, il reçoit la Croix de fer.
Werner von Bercken est capturé par l'Armée rouge en 1945 et reste en captivité jusqu'en 1955. Le nouveau chancelier, Konrad Adenauer est intervenu pour libérer les 5 000 derniers prisonniers. Werner von Bercken, vit après sa libération à Röttgen près de Bonn, il décédera à l'âge de 79 ans en 1976. Il repose au cimetière du village de Meckenheim, une banlieue, près de Bonn.

## Décorations
- Croix de fer (1914)
  - 2e classe (12 mars 1915)
  - 1re classe (7 novembre 1916)
- Insigne des blessés (1914)
  - en noir
  - en argent
- Croix d'honneur
- Médaille des Sudètes
- Agrafe de la croix de fer (1939)
  - 2e classe (24 octobre 1939)
  - 1re classe (25 juin 1941)
- Médaille du Front de l'Est (4 août 1942)
- Croix allemande en or (1er juin 1944)
- Croix de chevalier de la croix de fer
  - Croix de chevalier le 23 octobre 1944 en tant que Generalleutnant et commandant de la 102. Infanterie-Division[2]
- Mentionné dans le bulletin quotidien radiophonique Wehrmachtbericht (10 décembre 1943)